# Бортничі
Бо́ртничі — історична місцевість у Дарницькому районі Києва, до 1988 року — село/смт Бориспільського району Київської області.

## Історія
Історична місцевість, розташована у південно-східній частині Києва (проїзд — вул. Світлою). 
Згадується в 1508 році як бортна земля, яку її власник, Салтан Альбертович, продавав Микільському монастирю. Назва походить від давньослов'янського слова «борть» — дуплисте дерево, в якому гніздилися бджоли (звідси — бортник, давня назва пасічників). 
Як селище Бортничі згадані у 1598 році, у різні часи входили до складу Бориспільської сотні Переяславського, а з 1752  року — Київського полку (1648-1782), Київського повіту Київського намісництва (1781-1796), Остерського повіту Чернігівської губернії (1802-1923), Бориспільського району Київської округи (1923-1932), Бориспільського району Київської області (1932-1988).
За даними 1885 року, Бортничі — колишнє державне село при озерах Млинному та Тинниці, 135 дворів, 1032 мешканці, православна церква, 2 постоялих будинки, лавка, вітряк. Село входило до складу Броварської (з 1903 року — Микільсько-Слобідської) волості Остерського повіту. 
З 1935 року  входило до приміської смуги Києва. 1932 року у Бортничах налічувався 741 двір, проживало 3229 мешканців.
На початку 1970-х років село Бортничі було центром однойменної сільської ради, до складу якої також входило село Щасливе. Населення становило 5510 мешканців. На той час у селі існувала центральна садиба радгоспу «Бортничі».
21 грудня 1987 року рішенням виконавчого комітету Київської обласної ради народних депутатів здобуло статус селища міського типу Бориспільського району. 26 серпня 1988 року селище міського типу Бортничі було включено до складу міста Києва.
На території мікрорайону знаходиться дві школи та два дитсадочки, музична школа.

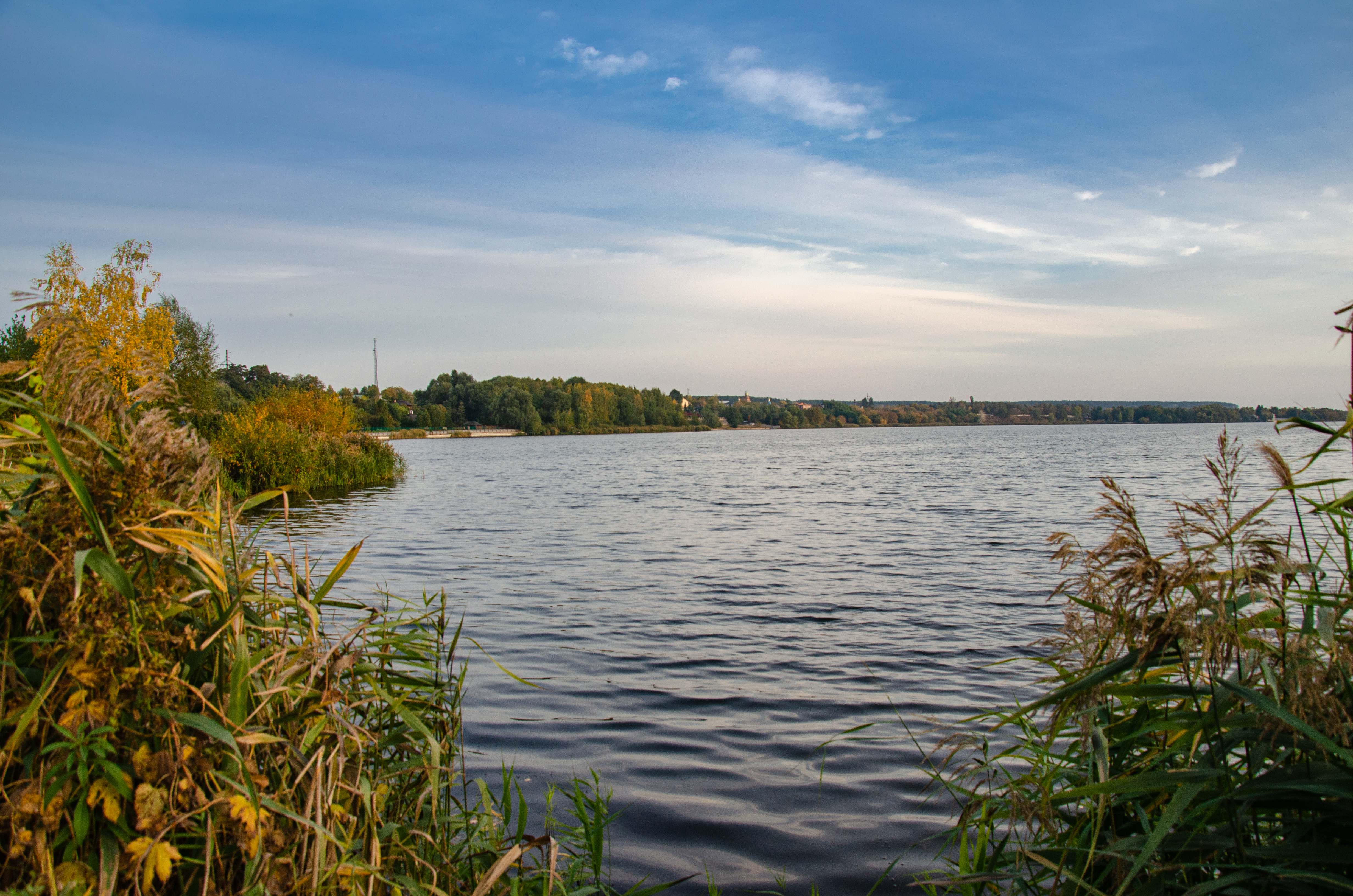
Озеро Заплавне, Бортничі

У дорадянський час на місці теперішньої церкви на вулиці Левадній, збудованої 1944 року, існувала давніша Покровська церква.
До присвоєння назв вулицям поділялося на багато кутків: у старій частині існували кутки Мостова (нині однойменна вулиця), Став (кінцева частина вулиці Левадної), Слобода (Левадний провулок), Орохів (вулиця Березнева), Березняки (вулиця Гоголя), Вигін (вулиця Млинна), у новій — кутки Каланчак (північна 
частина), Гора (південна частина), Демидівка (східна частина, нині вулиця Демидівська), Борова (нині вулиця Борова), Гаті (вулиця Вітовецька) та Угольня (південно-східна околиця).

## Бортницьке поселення
Бортничі є поселенням пізнього періоду трипільської культури біля однойменного села Бориспільського району Київської області на високій піщаній терасі Дніпра. Досліджувалось Вікентієм Хвойкою у 1912 році і радянськими археологами у 1949 році. На території поселення виявлено залишки жител землянкового типу, в яких знайдено знаряддя праці (кам'яні зернотертки, крем'яні ножі і скребачки, глиняні прясла), уламки глиняного посуду, прикрашеного вірьовочним орнаментом, глиняні людські фігурки та інше. Жителі поселення займалися землеробством і скотарством.

## Транспорт
Комунальний автобусний маршрут № 104 «Станція метро «Харківська» — мікрорайон Бортничі» (станом на 2021 рік: вартість проїзду — 8 грн; інтервал руху — 10-17 хв; час роботи — 06:35-23:30).
Маршрутне таксі № 152 «Залізничний вокзал «Дарниця» — мікрорайон Бортничі (вулиця Автотранспортна)» (станом на 2021 рік: вартість проїзду — 7 грн; інтервал руху — 8-15 хв; час роботи — 05:30-20:45).
Маршрутне таксі № 474 «Станція метро «Харківська» — мікрорайон Бортничі (вулиця Мостова)» (станом на 2022 рік: вартість проїзду — 15 грн; інтервал руху — 13 хв; час роботи — 06:00-22:55).
Приміське маршрутне таксі № 324П «Станція метро «Харківська» — мікрорайон Бортничі — село Петропавлівське — село Проців» (станом на 2021 рік: вартість проїзду — 38 грн; інтервал руху — 40-73 хв; час роботи — 06:50-20:11).
Приміське маршрутне таксі № 753 «Станція метро «Харківська» — мікрорайон Бортничі — село Вишеньки (деякі рейси — до села Петропавлівське)» (станом на 2021 рік: вартість проїзду — 17 грн; інтервал руху — 15-26 хв; час роботи — 07:20-22:46).